# Narcissus von Venafro
Narcissus von Venafro war ein römischer Sklave in Venafrum (heute Venafro, Provinz Isernia) und hatte die Position eines Verwalters (Villicus) inne. Er lebte im ersten Jahrhundert nach Christus und starb im Alter von 25 Jahren. Sein Epitaphium erinnert an ihn.

## Inschrift
|  | NARCISSVS • VIL(licus) • T(iti) • TITUCI • FLORIANI ET • TEIAE • L(uci) • F(iliae) GALLAE VIXIT • AN(nis) • XXV DEBITA • LIBERTAS • IUVENI • MIHI • LEGE NEGATA MORTE IMMATURA REDDIATA PERPETUA EST • |

Narcissus, Verwalter des Titus Titucius Florianus und der Teia Galla, der Tochter des Lucius; er lebte 25 Jahre. Die Freiheit, die ich verdient hätte, wurde mir als (zu) jungem Mann durch das Gesetz verweigert, aber durch den vorzeitigen Tod auf ewig zuteil.

## Fundort des Grabsteins

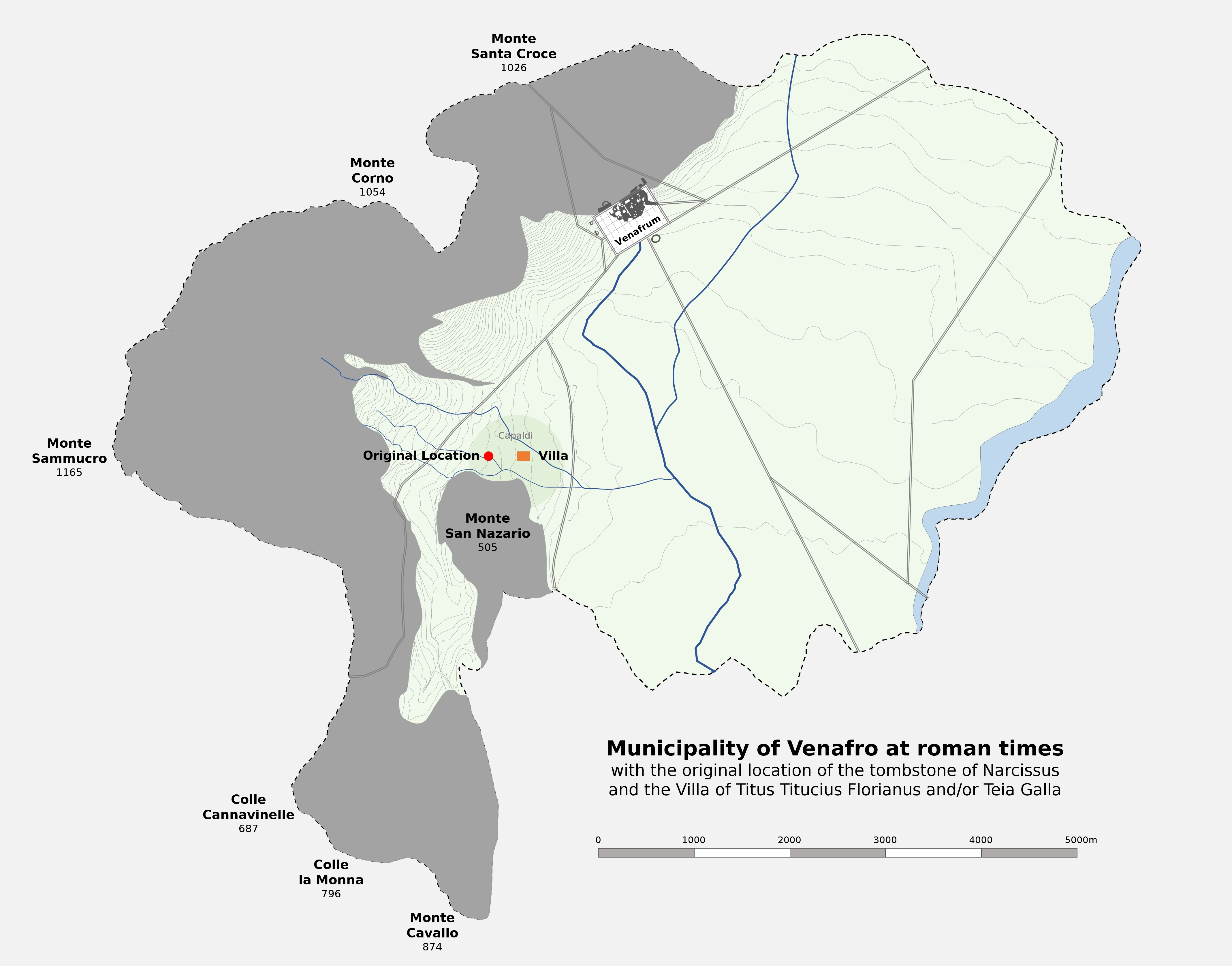
Gemeinde Venafro mit Fundort des Grabsteins und der Villa

Der Grabstein wurde am Fuß des Monte San Nazario im Olivenhain des Grundstücks der Capaldis solitär gefunden. Etwa 250 Meter östlich von dieser Stelle fand man die Reste einer ca. 100 × 40 Meter großen Villenanlage, die seit dem 5. v. Chr. bestanden haben dürfte. Ob diese Villa einst Titus Titucius Florianus und/oder Teia Galla gehörte, ist nicht nachweisbar aber wahrscheinlich.
Der Monte San Nazario ist eine Erhebung, die sich ca. drei Kilometer südwestlich von Venafro befindet und durch seine bemerkenswerte strategisch-topografische Bedeutung schon früh besiedelt war. Reste einer römischen Villa am Gipfel und zahlreiche archäologische Funde belegen dies. Von dieser Erhebung aus konnte man eine gute Kontroll- und Wachfunktion über die kleine Schlucht, die sich zwischen dem Monte San Nazario und dem Monte Sammucro befindet, ausüben und so den Durchgangspunkt zum Venafra-Tal überwachen.
Seinem Namen verdankt diese Erhebung dem frühmittelalterlichen Kloster San Nazario von dem noch Reste eines Turms erhalten sind. Die Gleichnamigkeit des Schutzpatrons der Klosterkirche, Nazario und die Fundortnähe des Narcissus von Venafro erscheinen eher zufällig.
In der wissenschaftlichen Literatur ist der Aufenthaltsort der Inschrift unbekannt, sie befand sich jedoch nach einem Foto in der Sammlung Albert Moll in Berlin.

## Bedeutung der Grabinschrift
Diese Grabinschrift ist insofern bedeutsam, da hier deutlich auf seine geplante Freilassung aus dem Sklavenstand hingewiesen wird, die er auf Grund seines jugendlichen Alters von 25 Jahren erst durch den Tod erlangte (manumissio post mortem). Nach dem Gesetz, der Lex Aelia Sentia, war für die Freilassung eines Sklaven ein Mindestalter von 30 Jahren beziehungsweise andere gewichtige Argumente, wie natürliche Verwandtschaft mit dem Dominus, notwendig.
Die grundsätzliche Absicht, ihn vorzeitig freizulassen, zeugt schon von der Hochschätzung seiner Leistung. Aber auch die Tatsache, dass er so jung schon so ein hohes Amt innehatte und dies vermutlich auch für zwei nicht verwandte Besitzer ausführte, unterstreicht das Vertrauen und die Verbundenheit, die durch die Grabinschrift zusätzlich auch für die Nachwelt unterstrichen wird.
Diskutiert wird in der Literatur immer wieder die Frage, wie die hier erwähnte Freilassung nach dem Tode zu verstehen ist. Brassloff zitiert dabei Petron, wo eine Freilassung eines Sklaven nach dem Tode seines Herrn erwähnt wird. Tatsache ist, dass diese Art der posthumen Zurschaustellung von Reichtum und Großzügigkeit beim Trauerzug durchaus üblich war. So mussten die freigelassenen Sklaven in tiefer Trauer und Ehrerbietung für den Verstorbenen an diesem Marsch teilnehmen. In Fall des Narcissus von Venafro dürfte es sich jedoch um eine Freilassung der Seele gehandelt haben.